# Kuskusek
Kuskusek (Strigocuscus) – rodzaj ssaków z podrodziny kuskuśców w obrębie rodziny pałankowatych (Phalangeridae).

## Rozmieszczenie geograficzne
Rodzaj obejmuje gatunki występujące endemicznie na wyspach należących do Indonezji.

## Morfologia
Długość ciała 30–39 cm, długość ogona 31–39 cm; masa ciała 0,5–1 kg.

## Systematyka
Rodzaj (w randze podrodzaju w obrębie Cuscus) zdefiniował w 1861 roku angielski zoolog John Edward Gray w artykule poświęconym dodatkowym uwagom na temat rodzaju Cuscus, opublikowanym w czasopiśmie Proceedings of the Zoological Society of London. Gray wymienił trzy gatunki – Cuscus celebensis J.E. Gray, 1858, Didelphis orientalis Pallas, 1766 i Cuscus ornatus J.E. Gray, 1860 – z których gatunkiem typowym jest Cuscus celebensis J.E. Gray, 1858 (kuskusek sulaweski).

### Etymologia
Strigocuscus: łac. striga ‘bruzda, rowek’; rodzaj Cuscus Illiger, 1811 (pałanka).

### Podział systematyczny
Do rodzaju należą następujące gatunki:
| Grafika | Gatunek                  | Autor i rok opisu  | Nazwa zwyczajowa   | Podgatunki         | Rozmieszczenie geograficzne                                        | Podstawowe wymiary                             | Status IUCN |
| ------- | ------------------------ | ------------------ | ------------------ | ------------------ | ------------------------------------------------------------------ | ---------------------------------------------- | ----------- |
|         | Strigocuscus celebensis  | (J.E. Gray, 1858)  | kuskusek sulaweski | 2 podgatunki       | Celebes (włącznie z wyspą Muna); zakres wysokości: 0–2000 m n.p.m. | DC: 30–38 cm DO: 31–37 cm MC: 0,5–1 kg         | NT          |
|         | Strigocuscus sangirensis | (A.B. Meyer, 1896) |                    | gatunek monotypowy | Wyspy Sangihe (Siau i Sangir)                                      | DC: około 39 cm DO: około 39 cm MC: około 1 kg | NE          |

Kategorie IUCN:  NT  – gatunek bliski zagrożenia;  NE  – gatunki niepoddane jeszcze ocenie.